# Astiphromma longiceps
Astiphromma longiceps là một loài tò vò trong họ Ichneumonidae.